# Glaucus
Glaucus este un gen de moluște din familia Glaucidae.

## Specii
- Glaucus atlanticus (Forster, 1777)
- Glaucus australis (Péron, 1810)
- Glaucus boscii (Lesson, 1831)
- Glaucus distichoides (Orbigny, 1837)
- Glaucus draco (Eschscholtz, 1831)
- Glaucus eucharis (Lesson)
- Glaucus flagellum (Blumenbach, 1803)
- Glaucus forsteri (Lamarck, 1819)
- Glaucus gracilis (Bergh, 1868)
- Glaucus hexapterygius (Cuvier, 1805)
- Glaucus lineatus (Reinhardt)
- Glaucus longicirrus (Reinhardt)
- Glaucus margaritaceus (Verrill, 1885)
- Glaucus marginatus (Bergh, 1860)
- Glaucus marinus (Dupont, 1763)
- Glaucus octopterygius (Cuvier, 1805)
- Glaucus pacificus (Eschscholtz, 1831)
- Glaucus peronii (Lesson, 1826)
- Glaucus radiatus (Orbigny, 1839)
- Glaucus tetrapterygius (Rang, 1829)